# Gmina Nagłowice
Die Gmina Naglowice ist eine Landgemeinde im Powiat Jędrzejowski der Woiwodschaft Heiligkreuz in Polen. Ihr Sitz ist das gleichnamige Dorf mit etwa 950 Einwohnern.

## Gliederung
Zur Landgemeinde (gmina wiejska) Nagłowice gehören folgende 17 Dörfer mit einem Schulzenamt:
Brynica Mokra
Caców
Chycza-Brzóstki
Cierno-Żabieniec
Deszno
Jaronowice
Kuźnice
Nagłowice
Nowa Wieś
Rakoszyn
Rejowiec
Ślęcin
Trzciniec
Warzyn Drugi
Warzyn Pierwszy
Zagórze
Zdanowice
Weitere Ortschaften der Gemeinde sind Dziadówki Cacewskie, Dziadówki Zdanowskie, Nagłowice-Kolonia und Zalesie.